# عداد الخلايا الإلكتروني

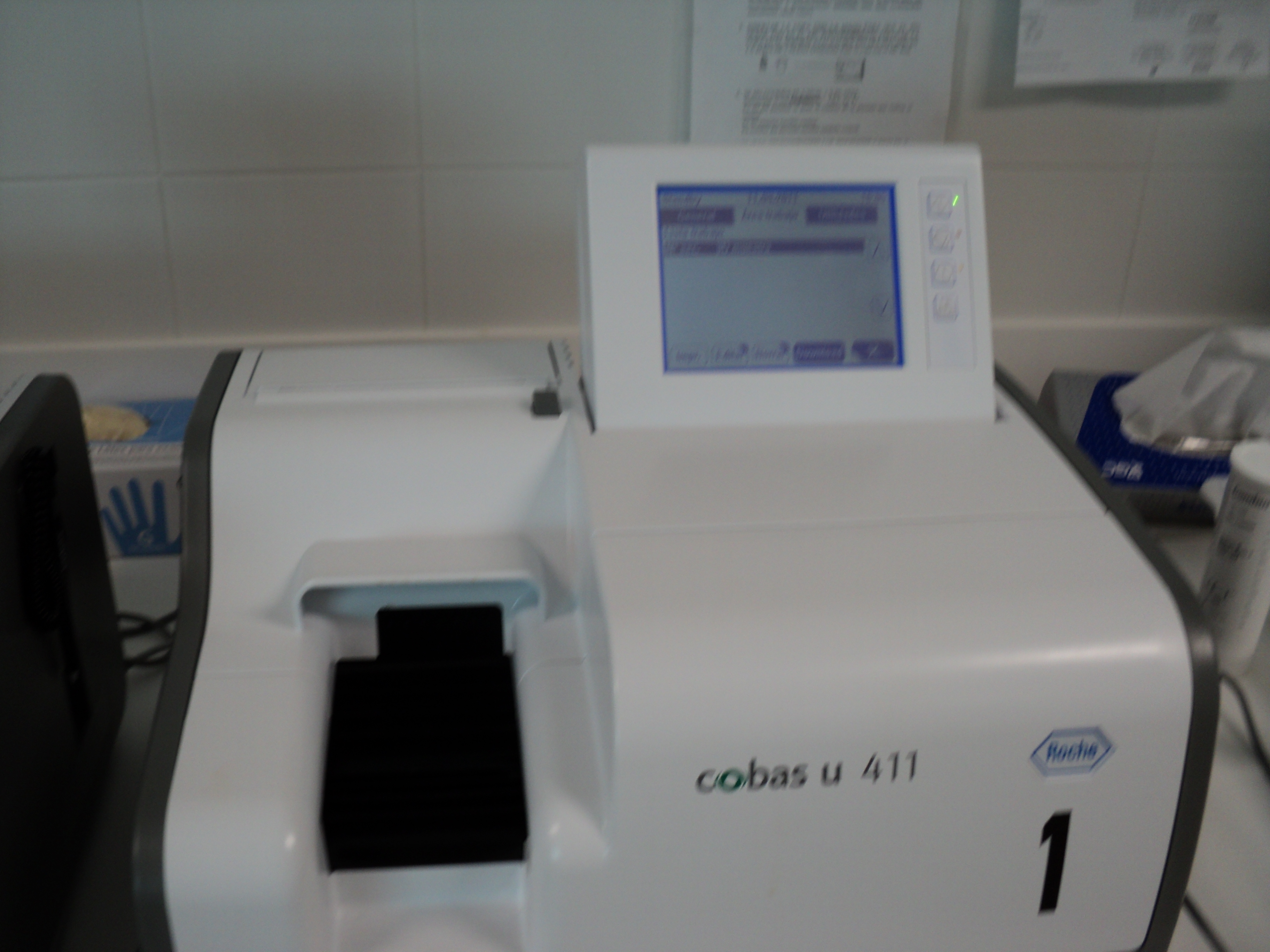
Cobas u 411

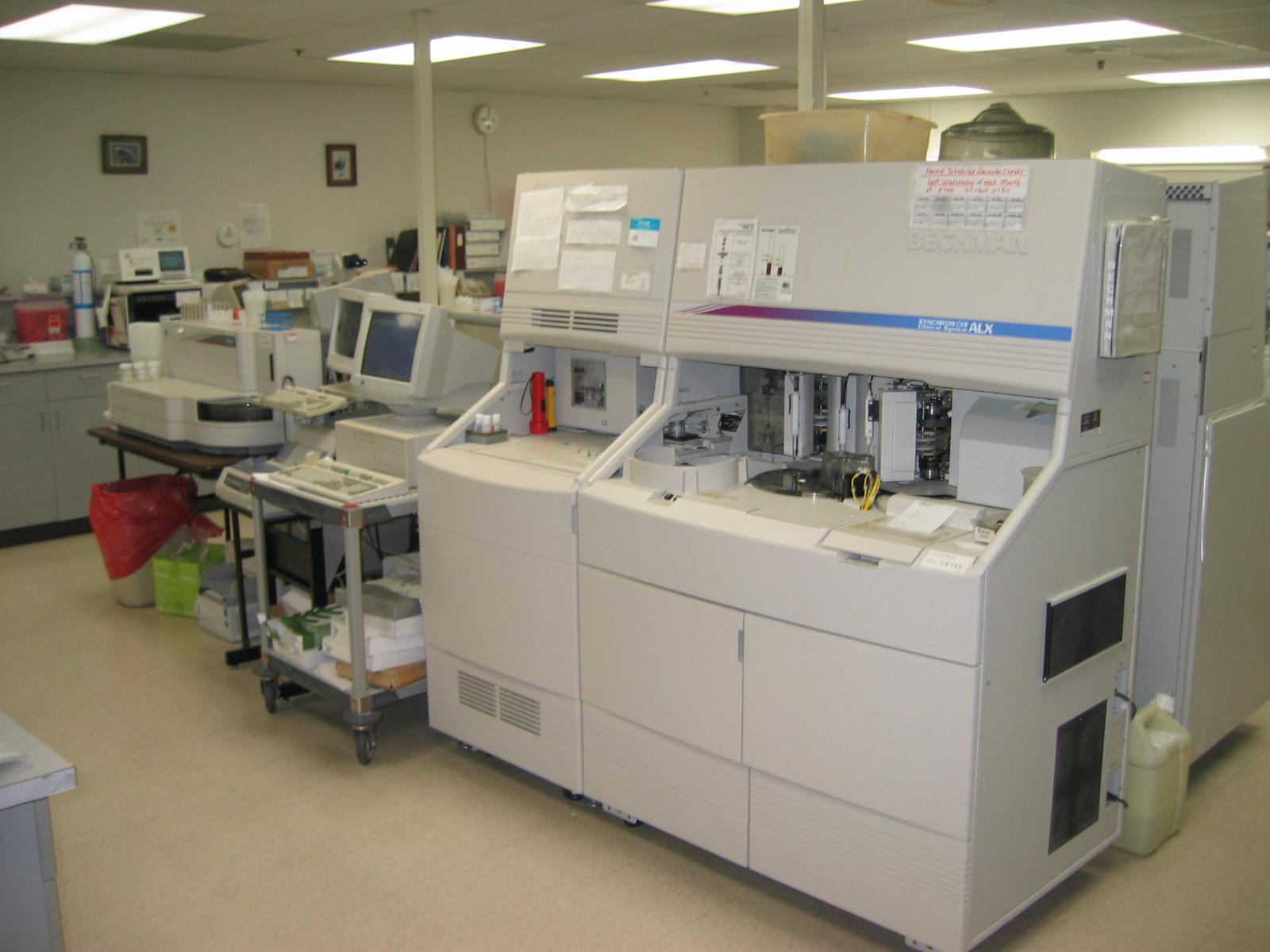

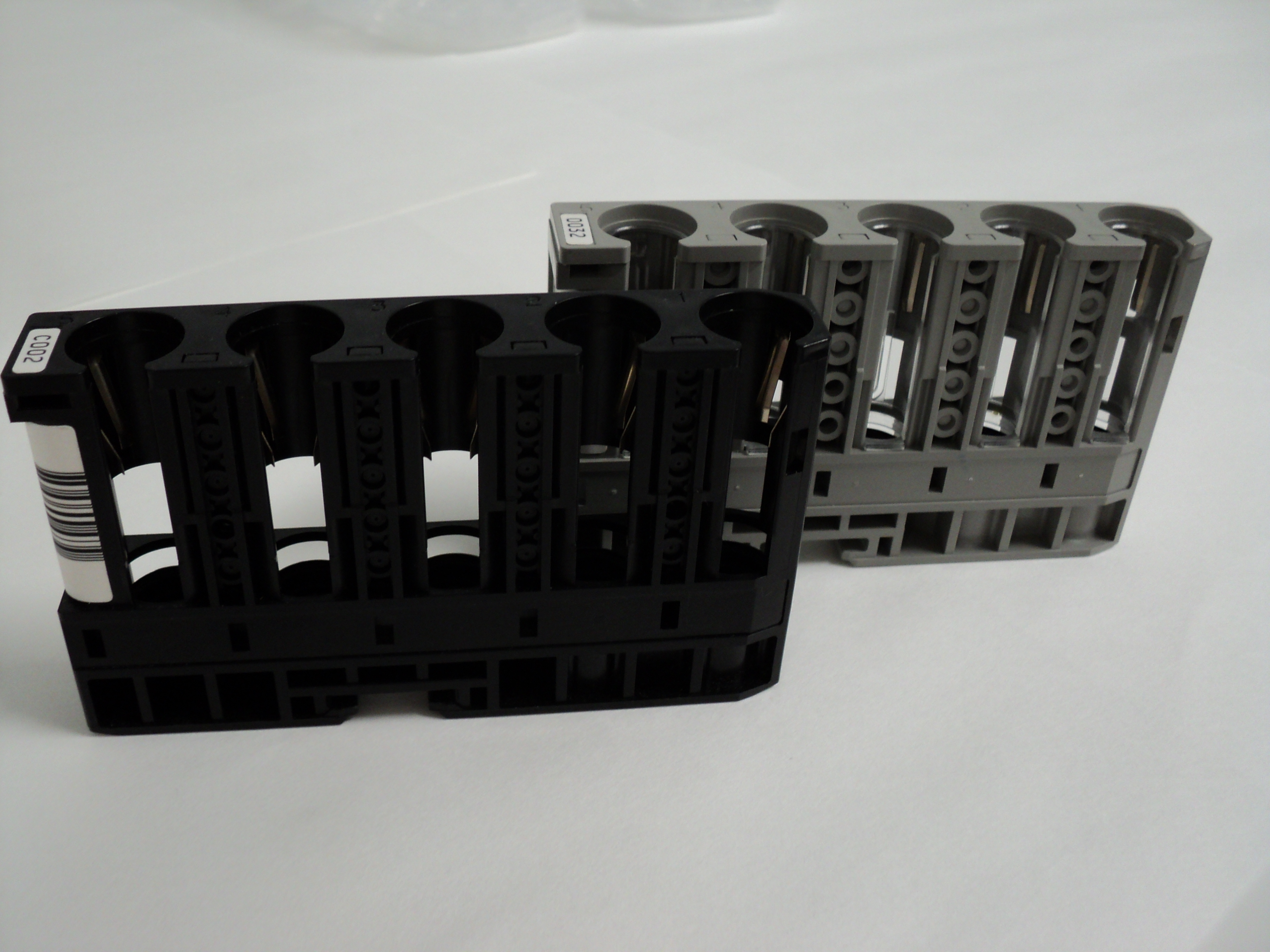
Racks: for putting samples, quality controls or calibrations. Cobas 6000

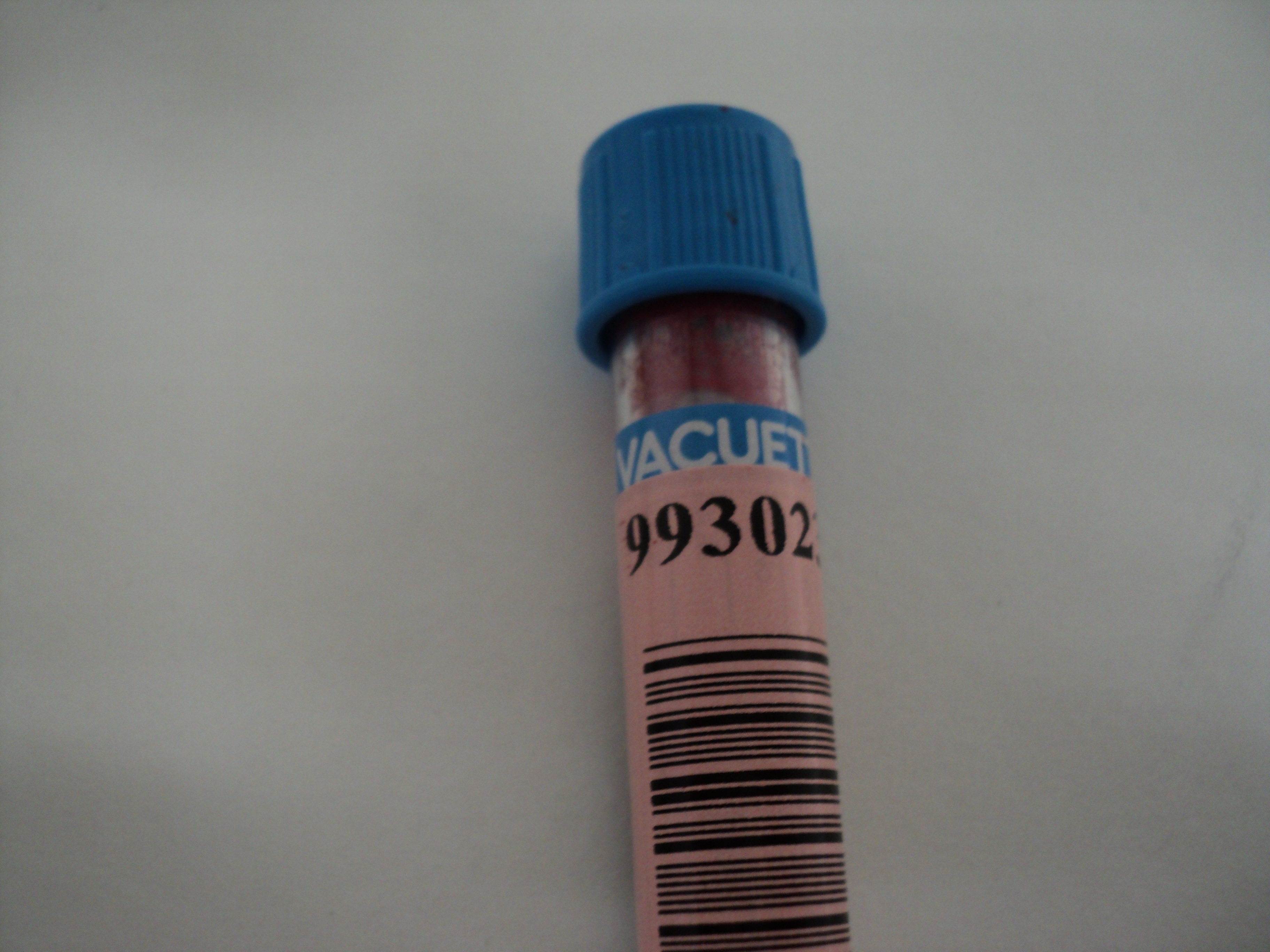
يتم وضع هذه الأنابيب في رفوف من أجل الإختبار

عداد الخلايا الإلكتروني (بالإنجليزية:  Electronic cell counters أو Automated analyser)‏ تعتبر من الأجهزة الحديثة والمعقدة وتعطي نتائج دقيقة إذا أحسن إستخدامها، ومن أشهر هذه الأجهزة عدادات كولتر Coulter counter والتي أطلق عليها هذا الاسم نسبة إلى العالم والاس هـ. كولتر .

## مكونات الجهاز
يتكون من مجس على هيئة انبوب زجاجي به ثقب صغير جداً يبلغ ( 100 ميكرومتر ) بالقرب من طرفه السفلي ويحتوي بداخله على قطب موجب من سلك البلاتين. أما القطب السالب فيمتد على طول هذا المجس من الخارج في الجهة المعاكسة للثقب . يتصل هذا المجس مع جهاز مقياس ضغط زئبقي Mercury nanometer عن طريق صمام ثنائي الممر ملحق بمضخة صغيرة.
ويلحق بالجهاز عدد من الأجهزة الكهربائية مثل مولد التيار Voltage supply والمضخم Amplifier و راسم الذبذبات Oscilloscope والعداد. يمر التيار الكهربائي عن طريق القطبين عند غمسهما في المحلول الخلوي المنظم والذي يجب أن يكون موصلاً للتيار وعادة يكون محلول ملحي متزن العناصر . تتم عملية التحكم في مرور التيار بين القطبين عن طريق نقطتين للتوصيل والقطع في جهاز الضغط الزئبقي .
يعمل الجهاز على فكرة مرور الخلايا عبر الثقب الصغير وما تسببه من تغيير في شدة سريان التيار بين القطبين أثناء العبور حيث أنها تكون أقل توصيلاً للتيار من المحلول المنظم.

## هامش
1. كتاب للمؤلف لويس روزنفيلد. أربعة قرون من الكيمياء السريرية., 1999. ISBN 90-5699-645-2. Pp. 490–492